# Perrusson
Perrusson é uma comuna francesa na região administrativa do Centro, no departamento Indre-et-Loire. Estende-se por uma área de 29,22 km². Em 2010 a comuna tinha 1 501 habitantes (densidade: 51,4 hab./km²).